# Ludweis-Aigen
Ludweis-Aigen osztrák mezőváros Alsó-Ausztria Waidhofen an der Thaya-i járásában. 2018 januárjában 914 lakosa volt. 

## Elhelyezkedése

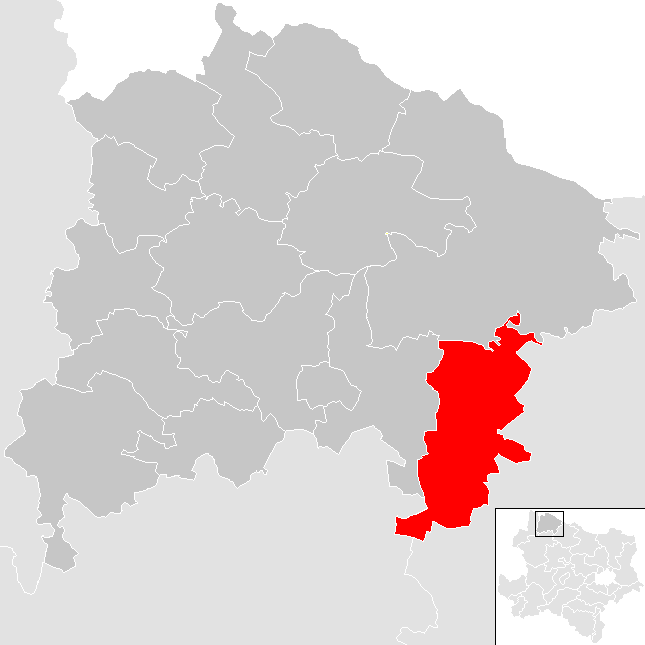
Ludweis-Aigen a Waidhofen an der Thaya-i járásban

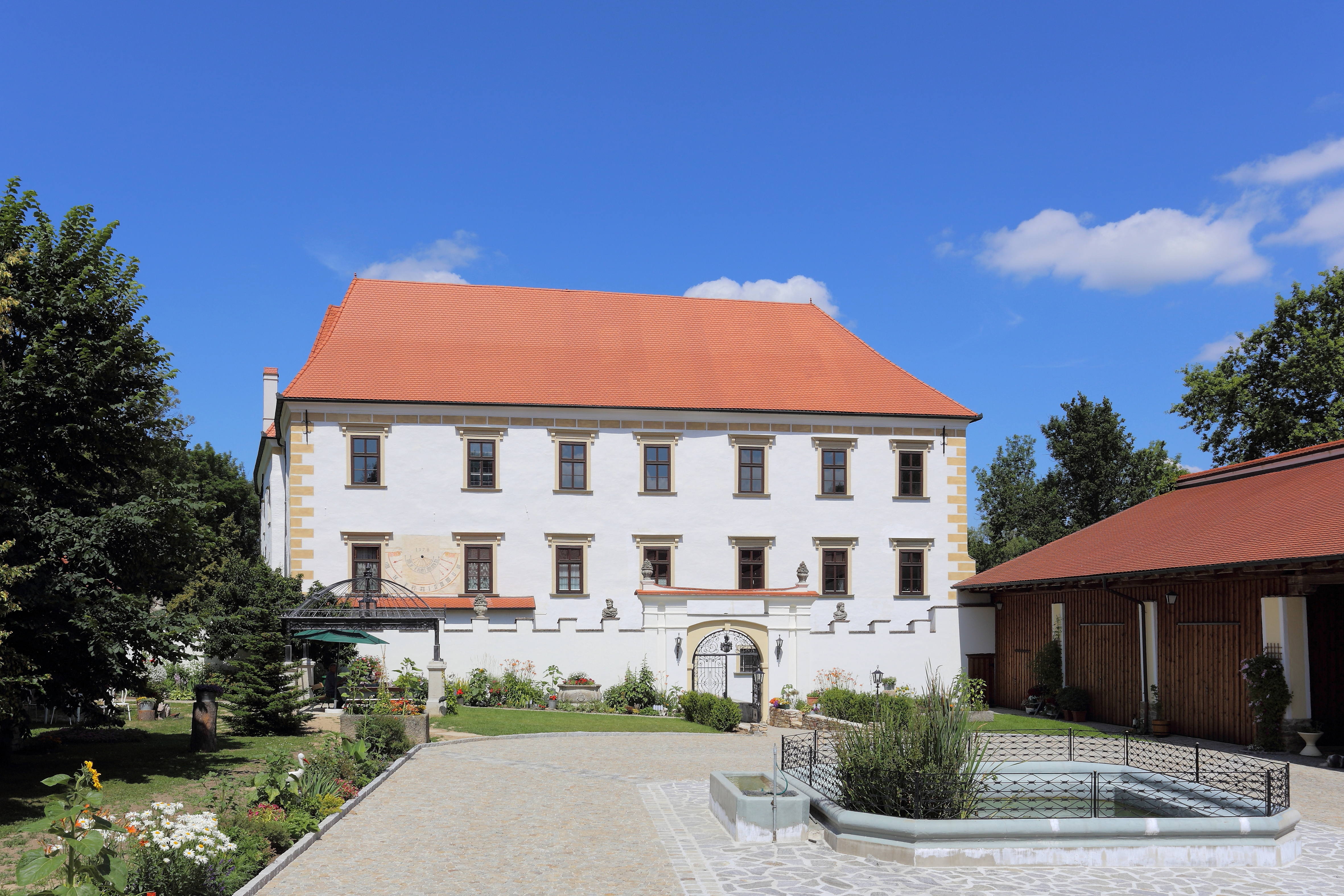
A drösiedli kastély

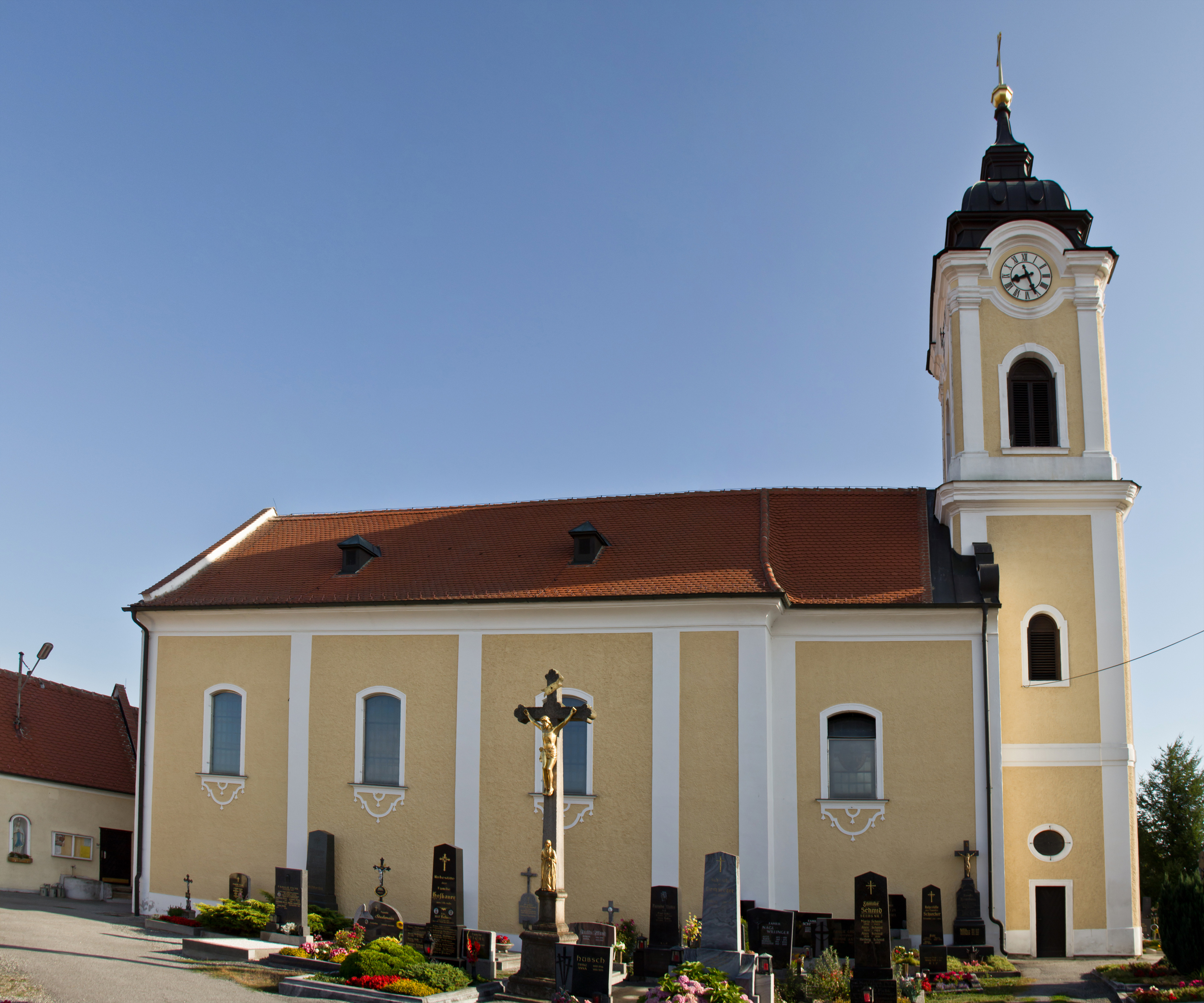
Blumau temploma

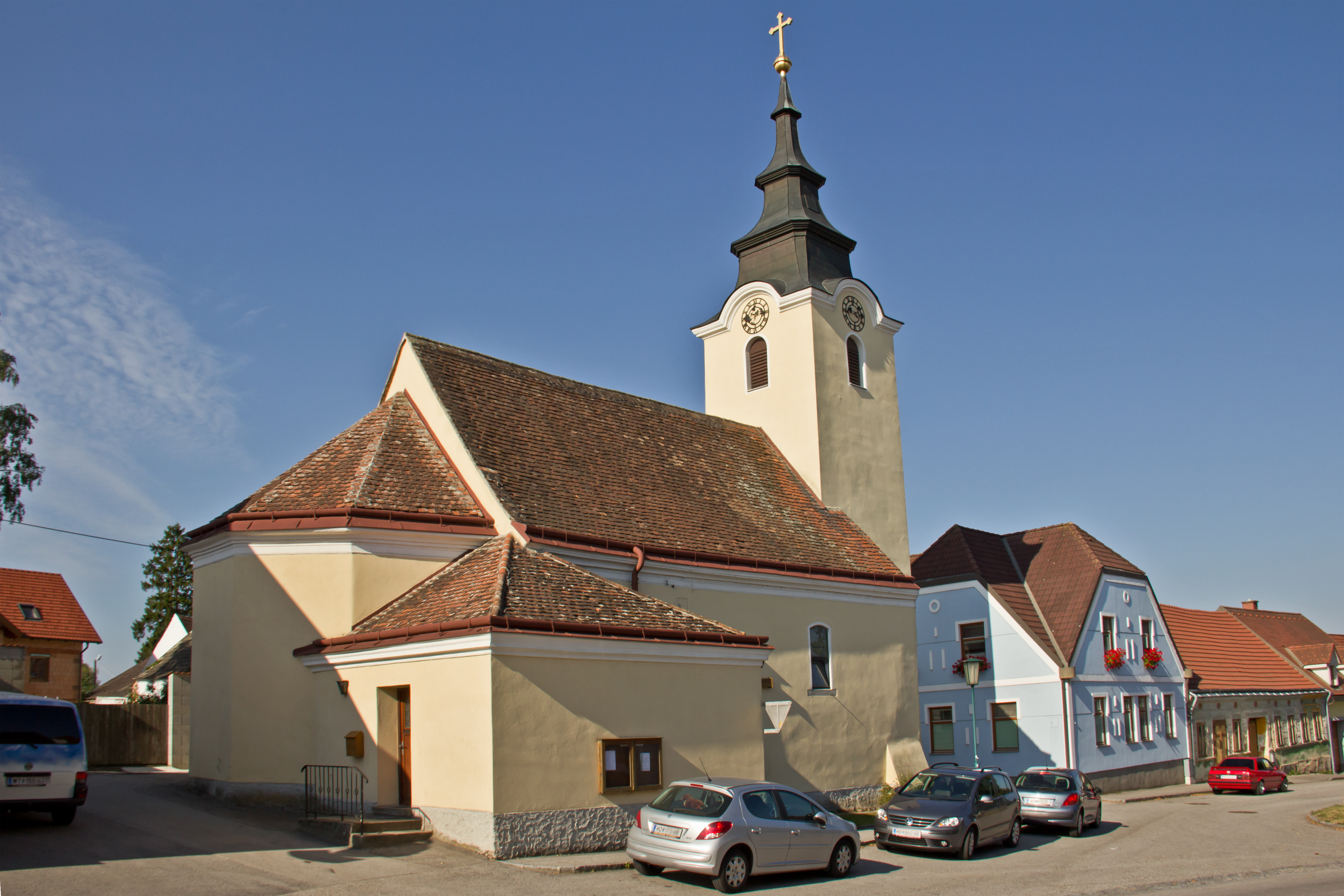
Ludweis temploma

Ludweis-Aigen Alsó-Ausztria Erdőnegyedének (Waldviertel) északi részén fekszik. Legfontosabb folyóvize a Seebsbach. Területének 30,3%-át erdő borítja. Az önkormányzat 14 településrészt és falut egyesít: Aigen (81 lakos 2018-ban), Blumau an der Wild (173), Diemschlag (45), Drösiedl (55), Kollmitzgraben (22), Liebenberg (30), Ludweis (172), Oedt an der Wild (63), Pfaffenschlag (46), Radessen (7), Radl (52), Sauggern (26), Seebs (71) és Tröbings (50). A kataszteri közösségek Aigen, Blumau an der Wild, Diemschlag, Drösiedl, Kollmitzgraben, Liebenberg, Ludweis, Oedt an der Wild, Pfaffenschlag, Radessen, Radl, Sauggern, Seebs és Tröbings.
A környező önkormányzatok: nyugatra Groß-Siegharts, északra Raabs an der Thaya, keletre Japons és Irnfritz-Messern, délre Brunn an der Wild és Göpfritz an der Wild.

## Története
Luidweist 1242-ben, Aigent 1122-ben említik először az írásos források. A mai önkormányzat legkorábban említett része Liebenberg, amely már 1112-ben szerepelt egy oklevélben. 
Ludweis 1363-ban kapott mezővárosi jogokat. Aigen a 16. században a reformáció terjesztésének egyik helyi központja volt. 

## Lakosság
A ludweis-aigeni önkormányzat területén 2018 januárjában 914 fő élt. A lakosságszám 1900 óta (akkor 2274 fő) folyamatosan csökken. 2016-ban a helybeliek 98,6%-a volt osztrák állampolgár; a külföldiek közül 0,5% a régi (2004 előtti), 0,3% az új EU-tagállamokból érkezett. 2001-ben a lakosok 93,5%-a római katolikusnak, 5,3% pedig felekezeten kívülinek vallotta magát. 

## Látnivalók
- a drösiedli kastély
- Aigen Szt. Jakab-plébániatemploma
- Ludweis Szt. Egyed-plébániatemploma
- Blumau Keresztelő Szt. János-plébániatemploma
- Seebs kápolnája
- az 1717-es Szentháromság-oszlop Blumauban
- a pellengér Blumauban (17. század) és Ludweisben (1706)

## Fordítás
- Ez a szócikk részben vagy egészben  a   Ludweis-Aigen című német Wikipédia-szócikk ezen változatának fordításán alapul.  Az eredeti cikk szerkesztőit annak laptörténete sorolja fel. Ez a jelzés csupán a megfogalmazás eredetét és a szerzői jogokat jelzi, nem szolgál a cikkben szereplő információk forrásmegjelöléseként.